# Saltos del Arroyo Mbocay
Los Saltos del Arroyo Mbocay o, simplemente, Salto Mbocay son una serie de cascadas sobre el arroyo Mbocay. Se encuentra en la ciudad de Puerto Iguazú, en la zona urbana de las 2000 hectáreas. Los saltos del arroyo Mbocay (significa "aguas por la canilla" en guaraní).
El acceso es libre y gratuito al público según una disposición municipal, no cuenta con ningún tipo de infraestructura. Existen cámpings en las casas de familia cercanas al lugar.

## Ubicación
El acceso se encuentra sobre la avenida Ámbar, en la zona de las 2000 hectáreas.